# Bromheadia coomansii
Bromheadia coomansii är en orkidéart som beskrevs av Johannes Jacobus Smith, Kruiz. och De Vogel. Bromheadia coomansii ingår i släktet Bromheadia och familjen orkidéer. Inga underarter finns listade i Catalogue of Life.